# 1714

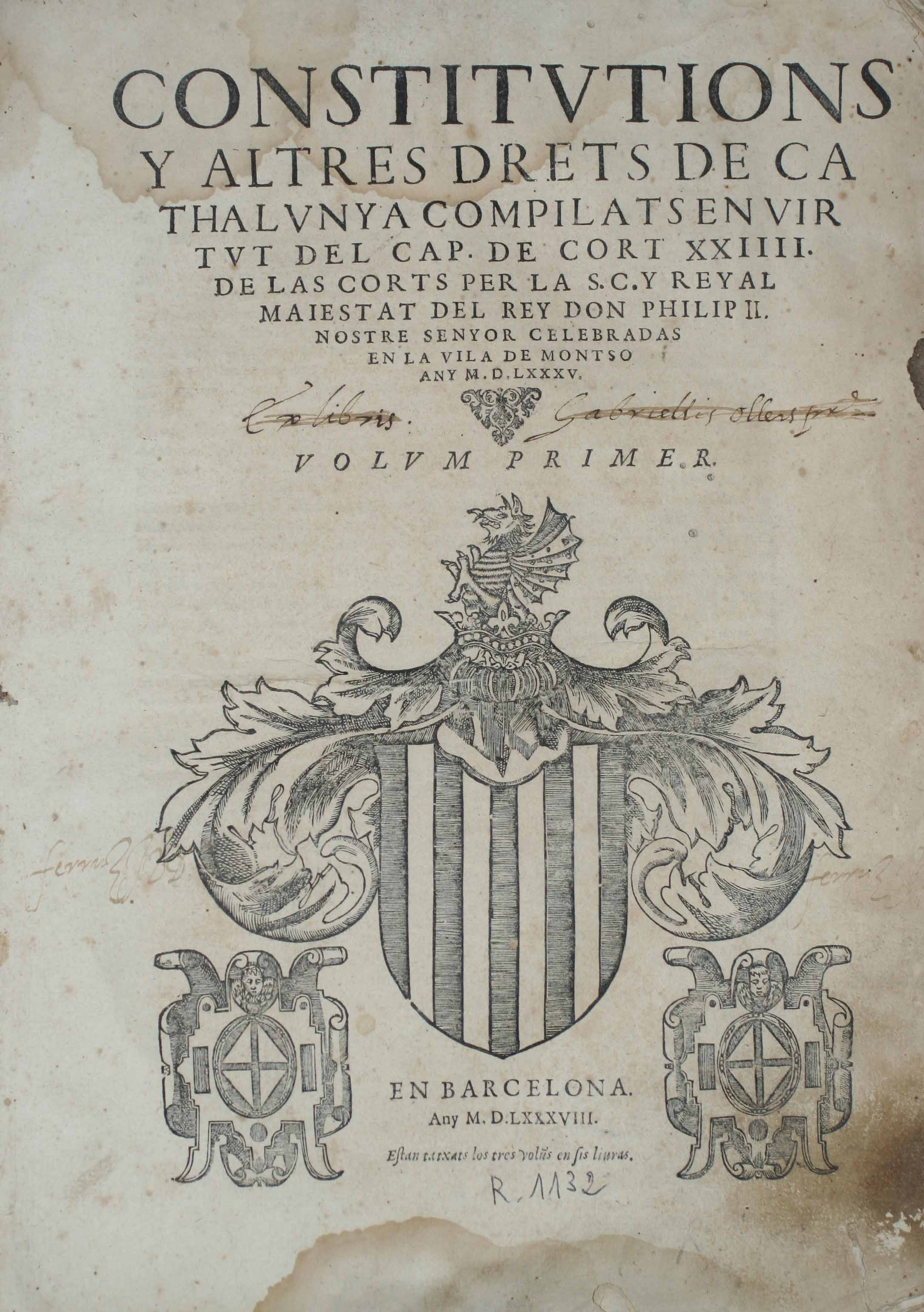
Constitucions de Catalunya de 1585

## Esdeveniments
Països Catalans
- 4 de gener - Sant Martí Sarroca (l'Alt Penedès): els catalans es revolten contra els borbònics al Combat de Sant Martí Sarroca durant la guerra dels catalans.
- 10 de gener - Sant Quintí de Mediona (l'Alt Penedès): els borbònics incendien el poble i van massacrar unes 800 persones durant els fets de Sant Quintí a la guerra dels catalans en represàlia al combat de Sant Martí Sarroca.
- 14 de gener - Arbúcies (la Selva): les forces catalanes embosquen i derroten una columna borbònica de 800 homes a l'anomenat combat d'Arbúcies que forma part de la Revolta de les quinzenades (Guerra dels Catalans).
- 14 de gener - Balsareny (el Bages): els catalans guanyaren el combat de Balsareny en el marc de la Guerra dels catalans.
- 3 de febrer, La Gleva (Les Masies de Voltregà, Osona: Batalla de la Gleva en la que 1200 vilatans van defensar-se de l'atac dels borbònics en la guerra dels catalans.
- 4 de febrer, la Gleva (Les Masies de Voltregà): Els borbònics fan la Massacre de la Gleva en la que van degollar entre 100 i 120 vilatans.
- 5 de febrer - Prats de Lluçanès (Osona): les tropes filipistes devasten la població.
- 1714 - Rastatt (Baden-Württemberg, Alemanya): Àustria i França van signar el Tractat de Rastatt que completava el Tractat d'Utrecht al final de la Guerra de Successió Espanyola. En aquest tractat, Àustria va obtenir les possessions espanyoles a Itàlia i els Països Baixos espanyola i França es va haver de retirar del marge dret del riu Rin. Aquest tractat, el primer redactat en francès, representa l'inici de l`'ús d'aquesta llengua com a llengua franca de la diplomàcia.
- 11 de març, Gironella (el Berguedà): els catalans ocupen el castell de Gironella que estava en poder dels borbònics durant la Guerra dels catalans.
- 7 de maig, Manresa: el coronel Antoni Desvalls i de Vergós comanda la batalla de Manresa en la que els austriacistes derroten als borbònics a la Guerra dels catalans.
- 14 d'agost - Sant Llorenç Savall (el Vallès Occidental): prop d'aquesta vila, els miquelets d'Antoni Desvalls causen prop de mig miler de baixes als filipistes (guerra de Successió).
  - - Talamanca (el Bages): les tropes del marquès del Poal guanyen la batalla de Talamanca durant la Guerra dels catalans.
- 4 de setembre, Manresa (Bages): Les forces catalanes del marquès del Poal van fer l'assalt a Manresa contra la guarnició borbònica durant la Guerra dels catalans.
- 11 de setembre - Després de 14 mesos de setge, Barcelona cau en mans de les tropes borbòniques (guerra de Successió). Aquest esdeveniment marca la data de la Diada Nacional de Catalunya.
- 18 de setembre - Manuel Desvalls i de Vergós rendeix la vila de Cardona (guerra de Successió), últim bastió català.[1]
- 16 de novembre - Els Decrets de Nova Planta, liquiden la Junta de Braços que tenia el comandament de la Generalitat, en el marc dels efectes de la Guerra de Successió.

Resta del món
- 7 de setembre - Baden (Argòvia) (Suïssa): el Regne de França i el Sacre Imperi Romanogermànic van signar el Tractat de Baden en el marc de la Guerra de Successió Espanyola. En aquest Àustria va rebre els Països Baixos del Sud i els territoris italians de la corona hispànica, França va mantenir Alsàcia i Carles VI del Sacre Imperi Romanogermànic va mantenir el títol de rei d'Espanya.
- 3 d'octubre - Madrid: S'aprova oficialment la constitució de la Real Academia Española mitjançant una reial cèdula del rei Felip V d'Espanya.[2]

## Naixements
Països Catalans
Resta del món
- 21 de gener, Bolonya: Anna Morandi Manzolini, anatomista i escultora en cera (m. 1774).[3]
- 2 de febrer, Gottfried August Homilius, compositor i organista. Deixeble de Bach (m. 1785).
- 14 de febrer, Madrid, Castella: Maria Lluïsa de Savoia, reina d'Espanya (n. 1688).[4]
- 18 de febrer, El Puerto de Santa Maria, Cadis: Beatriz Cienfuegos, editora del setmanari La Pensadora Gaditana, pionera del periodisme espanyol.[5]
- 8 de març, Weimar (Alemanya): Carl Philipp Emanuel Bach, compositor alemany (m. 1788).
- 6 de maig, Gelsdorf, prop de Bonn: Anton Raaff, tenor alemany (m. 1797).[6]
- 2 de juliol, Erasbach, Alt Palatinat: Christoph Willibald Gluck, compositor alemany de l'època clàssica.
- 31 de desembre: Arima Yoriyuki, matemàtic japonès (m. 1783).
- Marie Jeanne Riccoboni, actriu i escriptora francesa (m. 1792).

## Necrològiques
Països Catalans
- Juan de Cabriada, metge valencià (n. 1665).

Resta del món
- 6 de maig, París, (França): Philippe Grandjean, tipògraf (n. 1666).[7]
- 20 de setembre, Zuric: Anna Waser, dibuixant, pintora i gravadora suïssa del Barroc (n. 1678).[8]